# Jeldrik
Jeldrik ist ein männlicher Vorname.

## Herkunft und Bedeutung
Bei Jeldrik handelt es sich um einen friesischen Vornamen, der sich aus den altfriesischen Elementen jeld „Geld“, „Opfer“ und rīke „reich“, „mächtig“ zusammensetzt.

## Verbreitung
Der Name Jeldrik kommt international nur sehr selten vor. In erster Linie wird er in Ost- und Nordfriesland genutzt. In Deutschland wurde er in den letzten 10 Jahren rund 30 Mal gewählt. Seine Vergabe ist auch in Liechtenstein und Dänemark nachgewiesen.